# Лорет Садіку
Лорет Садіку (швед. Loret Sadiku, нар. 28 липня 1991, Приштина) — шведський та косовський футболіст, захисник клубу «Касимпаша».
Виступав, зокрема, за клуби «Вернаму», «Гельсінгборг» та «Мерсін Ідманюрду», а також молодіжну збірну Швеції.

## Клубна кар'єра

### Ранні роки
Народився 28 липня 1991 року в місті Приштина. Вихованець футбольних шкіл клубів «Гангел» та «Вернаму». Дорослу футбольну кар'єру розпочав 2009 року в основній команді того ж клубу, в якій провів три сезони, взявши участь у 71 матчі чемпіонату. Більшість часу, проведеного у складі «Вернамо», був основним гравцем захисту команди.

### Гельсінгборг
Своєю грою за цю команду привернув увагу представників тренерського штабу клубу «Гельсінгборг», до складу якого приєднався 2012 року. Відіграв за команду наступні два сезони своєї ігрової кар'єри. Граючи у складі «Гельсінгборга» також здебільшого виходив на поле в основному складі команди.

### Турецька Суперліга
28 червня 2014 року уклав 3-річний контракт з новачком турецької Суперліги, клубом «Мерсін Ідманюрду», у складі якого провів наступні два роки своєї кар'єри гравця. До складу клубу «Касимпаша» перейшов 17 серпня 2016 року за 2 мільйони євро. Відтоді встиг відіграти за стамбульську команду 17 матчів в національному чемпіонаті.

## Виступи за збірну
Протягом 2011–2012 років залучався до складу молодіжної збірної Швеції. На молодіжному рівні зіграв у 3 матчах. Садіку в інтерв'ю представникам ЗМІ оголосив, що у майбутньому, оскільки Лорет етнічний албанець, він може захищати кольори збірної Албанії, й після завершення усіх бюрократичних процедур він зможе виступати за національну команду. У вересні 2013 року отримав албанське громадянство й почав очікувати від ФІФА дозволу на виступи у збірній Албанії. Він отримав свій перший виклик від тренера албанців Джанні Де Б'язі га товариський матч проти Білорусі 15 листопада 2013 року.
У 2012 році був удостоєний звання «Новачок року», завдяки вдалим виступам у збірній Швеції U-21
Внаслідок того, що Садіку народився в Косово, він отримав право виступати у складі національної збірної цієї країни у товариських матчах 2014 року під егідою ФІФА, яким Лорет і вирішив скористатися. У складі збірної Косово Садіку дебютував 5 березня 2014 року у товариському поєдинку проти Гаїті (0:0).

## Статистика виступів

### Статистика клубних виступів
| Сезон                        | Команда                      | Чемпіонат                    | Чемпіонат | Чемпіонат | Національний кубок | Національний кубок | Національний кубок | Континентальні кубки | Континентальні кубки | Континентальні кубки | Інші змагання | Інші змагання | Інші змагання | Усього | Усього |
| Сезон                        | Команда                      | Ліга                         | Ігор      | Голів     | Ліга               | Ігор               | Голів              | Ліга                 | Ігор                 | Голів                | Ліга          | Ігор          | Голів         | Ігор   | Голів  |
| ---------------------------- | ---------------------------- | ---------------------------- | --------- | --------- | ------------------ | ------------------ | ------------------ | -------------------- | -------------------- | -------------------- | ------------- | ------------- | ------------- | ------ | ------ |
| 2009                         | Вернаму                      | C                            | 25        | 0         | КШ                 | 0                  | 0                  | -                    | -                    | -                    | -             | -             | -             | 25     | 0      |
| 2010                         | Вернаму                      | C                            | 17        | 3         | КШ                 | 1                  | 0                  | -                    | -                    | -                    | -             | -             | -             | 18     | 3      |
| 2011                         | Вернаму                      | B                            | 29+2      | 2+0       | КШ                 | 1                  | 0                  | -                    | -                    | -                    | -             | -             | -             | 32     | 2      |
| Усього Värnamo               | Усього Värnamo               | Усього Värnamo               | 71+2      | 5+0       |                    | 2                  | 0                  |                      | -                    | -                    |               | -             | -             | 75     | 5      |
| 2012                         | «Гельсінгборг»               | A                            | 19        | 0         | КШ                 | 0                  | 0                  | ЛЄ                   | -                    | -                    | СШ            | 1             | 0             | 20     | 0      |
| 2013                         | «Гельсінгборг»               | A                            | 27        | 2         | КШ                 | 3                  | 1                  | ЛЧ+ЛЄ                | 5+0                  | 0                    | -             | -             | -             | 35     | 3      |
| 2014                         | «Гельсінгборг»               | A                            | 11        | 1         | КШ                 | 5                  | 1                  | -                    | -                    | -                    | -             | -             | -             | 16     | 2      |
| Усього за «Гельсінгборг»     | Усього за «Гельсінгборг»     | Усього за «Гельсінгборг»     | 57        | 3         |                    | 8                  | 2                  |                      | 5                    | 0                    |               | 1             | 0             | 71     | 5      |
| 2014–15                      | «Мерсін Ідманюрду»           | СТ                           | 26        | 2         | КТ                 | 6                  | 0                  | -                    | -                    | -                    | -             | -             | -             | 32     | 2      |
| 2015–16                      | «Мерсін Ідманюрду»           | СТ                           | 7         | 0         | КТ                 | 0                  | 0                  | -                    | -                    | -                    | -             | -             | -             | 7      | 0      |
| Усього за «Мерсін Ідманюрду» | Усього за «Мерсін Ідманюрду» | Усього за «Мерсін Ідманюрду» | 33        | 2         |                    | 6                  | 0                  |                      | -                    | -                    |               | -             | -             | 39     | 2      |
| Усього за кар'єру            | Усього за кар'єру            | Усього за кар'єру            | 161+2     | 10+0      |                    | 16                 | 2                  |                      | 5                    | 0                    |               | 1             | 0             | 185    | 12     |

### Виступи за збірну
| Матчі і голи Лорета Садіку за збірну Косова | Матчі і голи Лорета Садіку за збірну Косова | Матчі і голи Лорета Садіку за збірну Косова           | Матчі і голи Лорета Садіку за збірну Косова | Матчі і голи Лорета Садіку за збірну Косова | Матчі і голи Лорета Садіку за збірну Косова | Матчі і голи Лорета Садіку за збірну Косова |
| №                                           | Дата                                        | Місце проведення                                      | Суперник                                    | Рахунок                                     | Голи                                        | Змагання                                    |
| ------------------------------------------- | ------------------------------------------- | ----------------------------------------------------- | ------------------------------------------- | ------------------------------------------- | ------------------------------------------- | ------------------------------------------- |
| 1                                           | 5 березня 2014                              | Олімпійський стадіон Адема Яшарі, Косовська Мітровіца | Гаїті                                       | 0:0                                         | —                                           | Товариський матч                            |
| 2                                           | 7 вересня 2014                              | Міський стадіон, Приштина                             | Оман                                        | 1:0                                         | —                                           | Товариський матч                            |
| 3                                           | 10 жовтня 2015                              | Міський стадіон, Приштина                             | Екваторіальна Гвінея                        | 2:0                                         | —                                           | Товариський матч                            |
| 4                                           | 13 листопада 2015                           | Міський стадіон, Приштина                             | Албанія                                     | 2:2                                         | —                                           | Товариський матч                            |

Загалом: 4 матча / 0 голів; national-football-teams.com [Архівовано 11 квітня 2017 у Wayback Machine.].

## Досягнення
- Суперкубок Швеції
  -  Володар (1): 2012